# Thelypteris serrata
Thelypteris serrata là một loài thực vật có mạch trong họ Thelypteridaceae. Loài này được (Cav.) Alston miêu tả khoa học đầu tiên năm 1932.